# Sphaerotherium viride
Sphaerotherium viride är en mångfotingart som beskrevs av Porath 1872. Sphaerotherium viride ingår i släktet Sphaerotherium och familjen Sphaerotheriidae. Inga underarter finns listade i Catalogue of Life.